# Potiská kultura
Potiská kultura je kultura, která se rozvíjela v oblasti východního Slovenska a severovýchodě Maďarska v období mladšího neolitu (kolem první poloviny 4. tisíciletí př. n. l.) Charakteristickým znakem je výzdoba rytá geometrickými tvary. Název je odvozen od řeky Tisa.

## Naleziště
Nejdůležitější lokality: Zemplín, Veľké Raškovce, Čičarovce A, B.